# Suore ancelle dell'Incarnazione
Le suore ancelle dell'Incarnazione sono un istituto religioso femminile di diritto pontificio: i membri di questa congregazione pospongono al loro nome la sigla A.I.

## Storia
Le origini dell'istituto risalgono al 1946, quando Primo Fiocchi (1913-1984), religioso dei chierici regolari ministri degli infermi, organizzò un gruppo di giovani ricoverate malate di TBC  per il servizio agli infermi del sanatorio Forlanini di Roma.
La prima casa della comunità venne stabilita nel 1949 a Chieti: il 25 marzo 1951 le ancelle dell'Incarnazione vennero approvate come pia unione dall'arcivescovo di Chieti Giovanni Battista Bosio. Nel 1952 le socie dell'unione decisero di adottare un abito religioso e il 24 marzo 1956 ebbe inizio il primo noviziato: la fraternità venne eretta in congregazione di diritto diocesano il 24 marzo 1957. La prima superiora generale dell'istituto fu Annunziata Montereali (1922-1973).
Il 25 marzo 1977 la congregazione venne approvata dalla Santa Sede divenendo istituto di diritto pontificio.

## Attività e diffusione
Ancora oggi la missione prioritaria della suore è l'assistenza ai malati e alle categorie socialmente più deboli: svolgono la loro opera presso cliniche e residenze per anziani.
Sono presenti in diverse regioni italiane e hanno comunità missionarie nella provincia di Santa Cruz, in Bolivia. La sede generalizia dell'istituto, legato alla Grande Famiglia di San Camillo, è a Chieti.
Al 31 dicembre 2005, la congregazione contava 83 religiose in 14 case.